# Omnis Studio
Omnis Studio es una herramienta de  Desarrollo rápido de aplicaciones (RAD) que permite a los programadores y desarrolladores de aplicaciones crear aplicaciones empresariales, web y móviles para servidores y computadoras personales Windows, Linux y macOS, Android e iOS, en todos los sectores de negocios.  
Omnis JavaScript Client permite a los desarrolladores crear todo tipo de aplicaciones web y aplicaciones móviles al presentar una interfaz altamente funcional en el navegador web de escritorio del usuario, o en tabletas y dispositivos móviles. El servidor Omnis gestiona la lógica empresarial y el acceso a la base de datos en dichas aplicaciones web y móviles. El servidor Omnis también puede actuar como hub entre servidores de bases de datos, servicios basados en Java y .Net y clientes como Adobe Air & Flex, transfiriendo datos en forma de XML o servicios web. 
Omnis Studio es un producto de la Omnis Software. 

## Historia
- 1979: Paul Wright funda Blyth Computers (después renombrado como "Blyth Software", y después "Omnis Software") establecido en Wenhaston, Suffolk, Inglaterra, el cual se convirtió en el primer distribuidor de computadoras Apple en "East Anglia".

- 1982: Blyth saca al mercado su primer producto: "Omnis", una aplicación de bases de datos para la Apple II diseñada por David Seaman. La Compañía fue renombrada como "Blyth Software".

- 1983/84: es liberado al mercado Omnis 3, una de las primeras bases de datos interplataforma, para las computadoras apple e IBM y compatibles que corrían bajo el sistema operativo MS-DOS. En mayo de 1984 Blyth Software Inc. se convierte en corporativo y abre oficinas en San Mateo, California (EE. UU.)

- 1985: siguiendo el lanzamiento de la Apple Macintosh en 1984, Omnis 3 Plus fue liberado, una de las primeras generaciones de bases de datos para la Maccintosh en el Reino Unido. Las oficinas centrales en el Reino Unido se cambiaron a Mitford House en Benhall, Suffolk.

- 1987: se libera Omnis Quartz, una de las primeras bases de datos con interfaz gráfica para el usuario para el sistema operativo Microsoft Windows. Blyth Holdings Inc fue creado y fluctuando en NASDAQ incrementando a $7,000,000.00.

- 1989: sale al mercado Omnis 5, uno de los primeros desarrollos interplataforma para construir aplicaciones bajo Windows y Mac.

- 1992/93/94: se produce Omnis 7 v1, v2, and v3 en años consecutivos, un ambiente de desarrollo integrado que provee el acceso a la tecnología cliente/servidor a varios estándares industriales de la época como Oracle, Sybase, e Informix.

- 1997: se produce Omnis Studio v1, un ambiente de desarrollo interplataforma para Windows y Mac OS. La compañía es llamada "Omnis Software".

- 1999: se libera la tecnología "Thin-Client",un cliente Web para ver registros de bases de datos desde un navegador de internet.

- 1999: se crea Omnis Studio para Linux haciendo esto de Omnis el primer sistema de desarrollo RAD (Rapid Application Development)disponible para Linux, Windows, y Mac.

- 2000: sale la versión Omnis Studio v3. Después en ese año Omnis Software se fusiona con PICK Systems y viene a ser "Raining Data Corporation".

- 2004: se libera Omnis Studio v4 el que incluye soporte para MySQL, JDBC, y Java objects.

- 2005: se libera Omnis Studio v4.1 que incluye soporte para textos Unicode.

- 2006: Se libera Omnis Studio 4.2 que incluye soporte nativo para Mac-Intel y la introducción de componentes de servicios web.

- 2007: se libera Omnis Studio v4.3, el que incluye soporte para Windows Vista y Mac OS 10.5 (Leopard).

- 2008: se libera Omnis Studio v4.3.1. El holding pasó a llamarse TigerLogic Corporation.

- 2009: se libera Omnis Studio v5.0 , el que incluye soporte para Windows Mobile y soporte completo de Unicode.

- 2010: se libera Omnis Studio v5.1, el que incluye soporte para IOS (iPhone, iPad).

- 2012: se libera Omnis Studio v5.2, el que incluye el cliente JavaScript para aplicaciones web y con dispositivos móviles sin plug-in.

- 2013: se libera Omnis Studio v6.0, el que incluye nuevos wrappers para aplicaciones no conectadas (serverless) en Android, iOS, BlackBerry, y nuevos controles de los dispositivos móviles (cámaras, georeferenciación, etc.).

- 2016: se libera Omnis Studio versión 8.0, el que incluye 64-bits y soporte Cocoa para OS X, asistente de codificación y editor de métodos mejorado, colores y temas del entorno ahora pueden ser configurados según preferencias, nuevo constructor de aplicaciones, componentes HTML en aplicaciones de escritorio, actualizaciones automáticas (Auto Update), soporte para conexiones "Push", soporte para pantallas de alta definición.
- 2017: se  libera Omnis Studio 8.1 con soporte GIT,  controles JSON, notificaciones push para las app  móviles, los formularios responsive, el servidor sin cabeza para Linux.
- 2019: en enero se libera Omnis Studio 10, el que incluye un nuevo editor de métodos de tipo libre y un nuevo asistente de codificación, el soporte de Accesibilidad compatible con el estándar WCAG 2.0, una herramienta de migración del datafile de Omnis, nuevos componentes de JavaScript y fat client, soporte para la depuración remota, una nueva clase de objeto remoto, nuevos objetos Worker que incluyen: Node.JS JavaScript, POP3, Crypto, Hash y FTP.
- 2019: en septiembre se libera Omnis Studio versión 10.1 con componentes JavaScript nuevos y actualizados para mejorar la experiencia del usuario, nuevas animaciones para aplicaciones de escritorio, mejoras al asistente de código (coincidencia de nombres de métodos), depuración más fácil con un nuevo panel variable, listas de Worker SQL, mejoras en la gestión de sesiones de aplicaciones web, mejor interacción del usuario con aplicaciones móviles con nuevos mensajes "toast", soporte del estándar FHIR para aplicaciones médicas.
- 2020: la versión 10.2 se lanza en noviembre con capacidad para la elección estilos gráficos ya predefinidos, así como una considerable mejora en el aspecto del cliente JS, soporte para iconos SVG, posicionamiento asistido que permite alinear objetos de forma rápida y sencilla, diseño en modo WebView, nuevo botón de división JS, mejora en muchos de sus componentes JS, el editor ahora admite el plegado de código. El servidor Linux Headless ahora incluye un modo MultiProcess Server (MPS), el cual permite aprovechar los procesadores de múltiples núcleos de los servidores, al mismo tiempo que se mejora el rendimiento en aplicaciones móviles y web. La versión 10.2 también añade nuevos elementos al desarrollo de aplicaciones de escritorio: control "Token Entry", que permite gestionar automáticamente múltiples destinatarios de correo electrónico, nuevo control de ruta de navegación, se han mejorado el control de casillas de verificación, se han incluido nuevos paneles laterales, control "brindis" y nuevo soporte mejorado del control arrastrar y soltar, permitiendo la inclusión de ficheros del sistema. En el caso de los servicios web, se incluye soporte para Open API 3.0.0 y Swagger 2.0, así como una nueva manera, mucho más funcional de personalizar o localizar nuestras aplicaciones web a los diferentes idiomas del usuario.
- 2023: en mayo se lanza la versión 11. El diseño y el aspecto general del navegador Studio se han hecho más fáciles de usar y navegar; en el Property Manager, las propiedades comunes de un objeto aparecen en un nuevo panel superior; la Component Store ha sido completamente rediseñada con componentes agrupados en un panel vertical; se ha agregado una columna adicional a la ventana Catálogo para mostrar los valores en la pestaña seleccionada actualmente; hay un nuevo editor para el archivo de configuración de Omnis; hay revisión ortográfica en el modo de diseño y en los formularios de escritorio del usuario final; ahora admite más operaciones Deshacer y Rehacer; y los temas y colores del IDE se han adaptado para admitir el modo oscuro en Windows y macOS. Se han añadido y mejorado muchos componentes.